# Imen Noel
 (janvier 2021).
La mise en forme du texte ne suit pas les recommandations de Wikipédia : il faut le « wikifier ».
Les points d'amélioration suivants sont les cas les plus fréquents. Le détail des points à revoir est peut-être précisé sur la page de discussion.
- Les titres sont pré-formatés par le logiciel. Ils ne sont ni en capitales, ni en gras.
- Le texte ne doit pas être écrit en capitales (les noms de famille non plus), ni en gras, ni en italique, ni en « petit »…
- Le gras n'est utilisé que pour surligner le titre de l'article dans l'introduction, une seule fois.
- L'italique est rarement utilisé : mots en langue étrangère, titres d'œuvres, noms de bateaux, etc.
- Les citations ne sont pas en italique mais en corps de texte normal. Elles sont entourées par des guillemets français : « et ».
- Les listes à puces sont à éviter, des paragraphes rédigés étant largement préférés. Les tableaux sont à réserver à la présentation de données structurées (résultats, etc.).
- Les appels de note de bas de page (petits chiffres en exposant, introduits par l'outil «  Source ») sont à placer entre la fin de phrase et le point final[comme ça].
- Les liens internes (vers d'autres articles de Wikipédia) sont à choisir avec parcimonie. Créez des liens vers des articles approfondissant le sujet. Les termes génériques sans rapport avec le sujet sont à éviter, ainsi que les répétitions de liens vers un même terme.
- Les liens externes sont à placer uniquement dans une section « Liens externes », à la fin de l'article. Ces liens sont à choisir avec parcimonie suivant les règles définies. Si un lien sert de source à l'article, son insertion dans le texte est à faire par les notes de bas de page.
- La présentation des références doit suivre les conventions bibliographiques. Il est recommandé d'utiliser les modèles {{Ouvrage}}, {{Chapitre}}, {{Article}}, {{Lien web}} et/ou {{Bibliographie}}. Le mode d'édition visuel peut mettre en forme automatiquement les références.
- Insérer une infobox (cadre d'informations à droite) n'est pas obligatoire pour parachever la mise en page.

Pour une aide détaillée, merci de consulter Aide:Wikification.
Si vous pensez que ces points ont été résolus, vous pouvez retirer ce bandeau et améliorer la mise en forme d'un autre article.
Imen Noel  (en arabe ايمان نوال) est une actrice algérienne née le 13 janvier 1985 à Alger.

## Biographie
Imen Noël, de son vrai nom, a suivi une formation en comptabilité et en lettres et langues étrangères Par la suite, elle commence une carrière de mannequin et est élue Miss tourisme Alger en 2004. En 2005, elle apparaît dans la série humoristique algérienne « Nass Mlah City 3 » et devient une des valeurs montantes de la télévision, la radio et le cinéma en Algérie. En 2009, elle devient membre de la comédie musicale « al saha ». En 2011, elle rejoint la chaîne tunisienne Nessma en tant que chroniqueuse du talk-show féminin « Interdit aux hommes » (Memnou Al Rjel).

### Parcours
- 2005 – chargée de communication et de publicité journal Égyptien El Ahram
- 2005 – Responsable Casting – Agence Sd Box Algérie
- Chargée de la présélection des acteurs
- 2005 – Série humoristique « Nass Mlah City 3 »
- Série à thème changeant – regroupant les grands noms de comédiens algériens (épisode de 24 min)
- Rôle de composition (Blanche Neige – Hôtesse de l’air – Reporter,…)
- 2006 – Téléfilm L’aile Noir - Film à caractère mélodrame – rôle principal : Inspecteur de Police (Durée : 3 heures)
- 2007 – Feuilleton dramatique Mawid Maa El Kader (RDV avec le Destin) - Rôle principal : de composition (machiavélique)
- 2008 – Feuilleton Les Épines de la Ville - Rôle principal : de composition (machiavélique) – Infirmière infiltrée dans un Gang.
- 2008 – Série humoristique (Sketch) – Hal Wa Ahwal - Rôle de composition a thème.
- 2008 – Radio El Bahdja - Animatrice dans une radio nationale – Chroniqueuse.
- 2009 – court métrage : le dernier passager du réalisateur Mounes Khemmar
- 2009 – Série – Comédie musicale « Essaha – La place»
- 2010 - chroniqueuse à la radio (chaine1) dans une émission ramadanesque.
- 2010 -2011- chroniqueuse dans un talk show féminin chaîne NESSMA TV.
- 2011 - Feuilleton Dalil
- 2011 - Sitcom Divine
- 2012 - Feuilleton Les Larmes du Cœur
- 2013 - Feuilleton Asrar El Madi
- 2013 - Sitcom Dar Bob
- 2013 - Sitcom Zeyen Sahtek
- 2014 - Krim Belkacem avec le réalisateur Ahmed Rachedi.
- 2014 - feuilleton basatine el bortokal (les vergers des orangers)
- 2015 - sitcom zine bladi
- 2015 - blady w nassy
- 2015 - feuilleton asrar
- 2016 - feuilleton en arabe littéraire Chikh Amoud
- 2016 - long métrage jusqu'à la fin des temps.
- 2019 - feuilleton "Wlad hlal"
- 2020 -   Ahwal Anas
- 2022 - Indama Tadjrahona Al Ayam

- Mannequin depuis 2000
- 2004 - Miss Tourisme Algérie
- 2003 - Dauphine de Miss Luxe
- Memnou Al Rjel Talk show[4]
- Présentatrice d'un magazine de société intitulé M3icha Dz
- 2021-  F90
- 2023 : Reine Chegga dans le film La Dernière reine